# Offanengo
Offanengo es un municipio italiano de la provincia de Cremona, en Lombardía. Actualmente el comune pertenece a la Región Agraria n.º 2 (llanura de Crema) y esta inserto en el contexto del Parque del Serio.
La población es de 6.009 habitantes. La densidad es de 459 habitantes por km².

## Evolución demográfica
| Gráfica de evolución demográfica de Offanengo entre 1861 y 2001 |
|                                                                 |
| Fuente ISTAT - elaboración gráfica de Wikipedia                 |

- Datos: Q42571
- Multimedia: Offanengo / Q42571

1. ↑  Worldpostalcodes.org, código postal n.º 26010.
2. ↑  «Codici Catastali». Comuni-italiani.it (en italiano). Consultado el 29 de abril de 2017.